# Sittard
Sittard (limburguès: Zitterd) és una ciutat del municipi de Sittard-Geleen, a la província de Limburg, al sud-est dels Països Baixos. A l'est fa frontera amb Alemanya. Sittard fou un municipi a part fins a la reestructuració de municipis neerlandesos de l'any 2001. L'1 de gener de 2011 tenia 37.730 habitants.

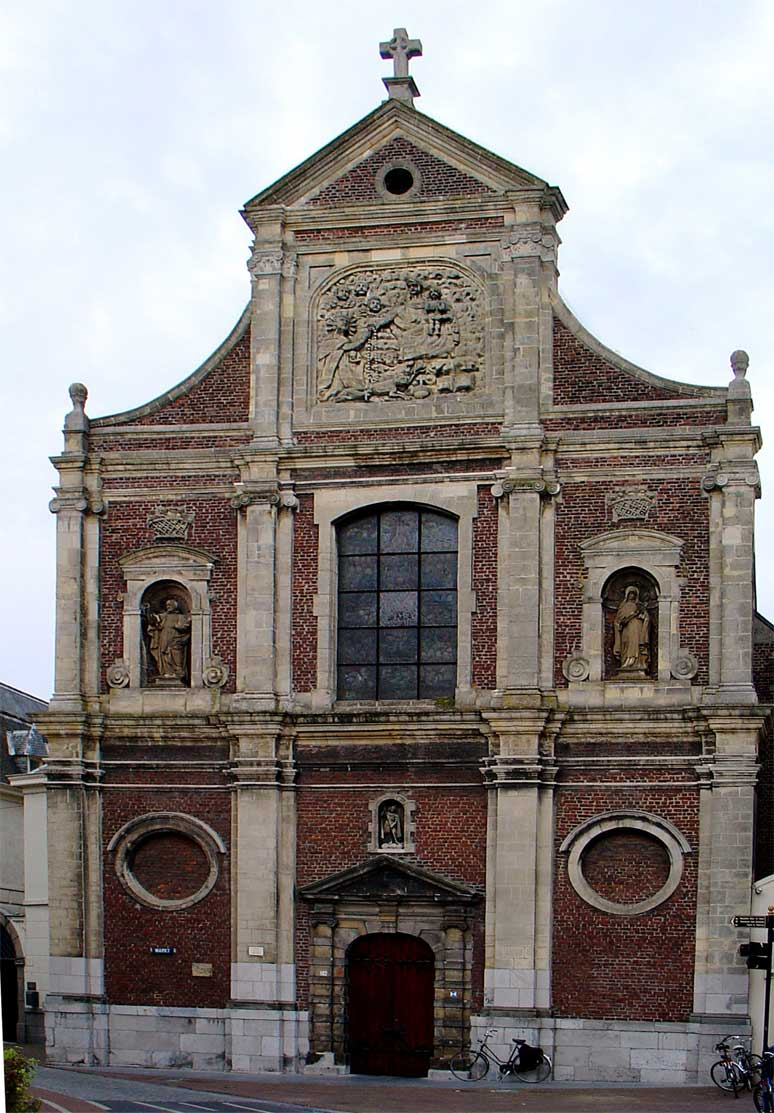
Església de Sant Miquel
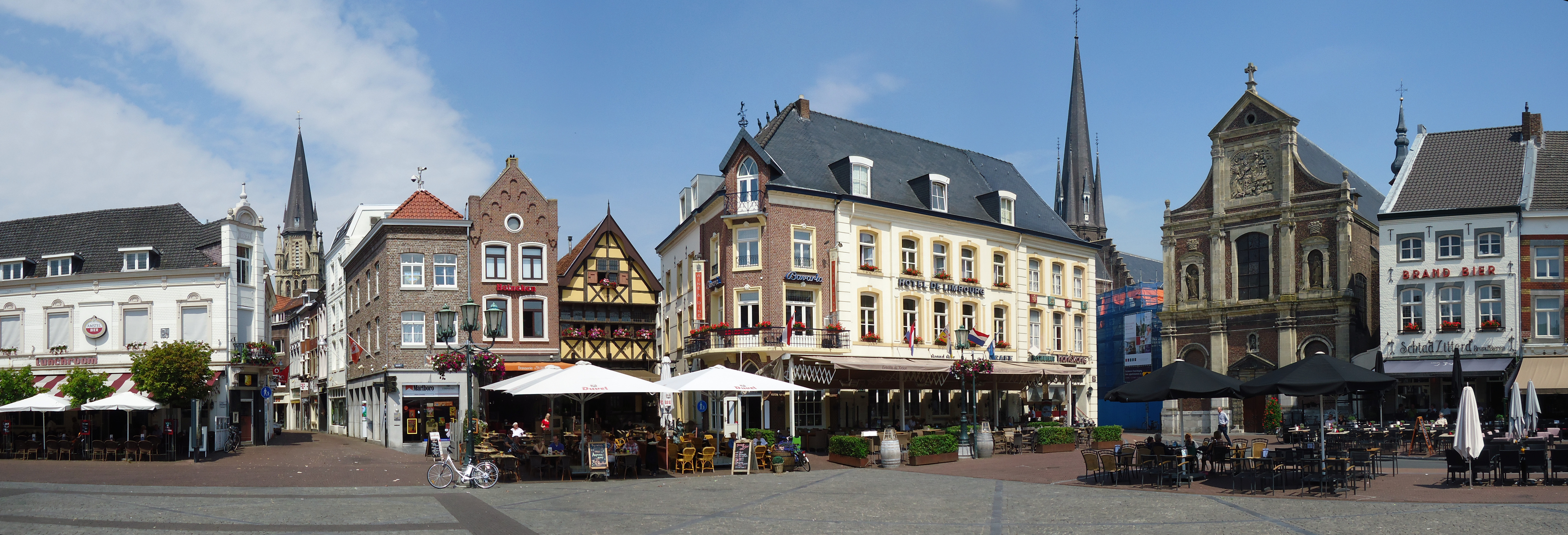
Mercat
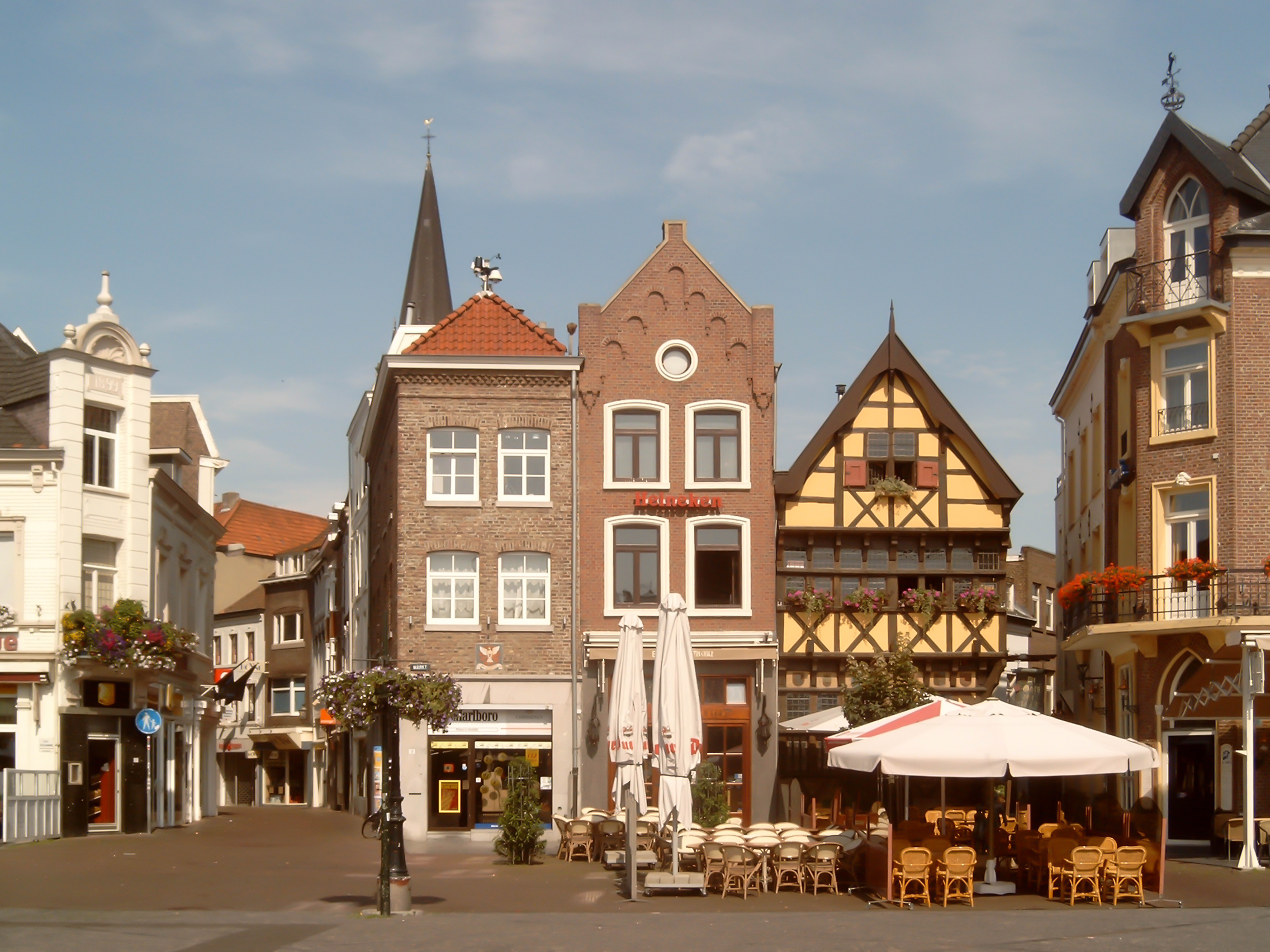
Sittard
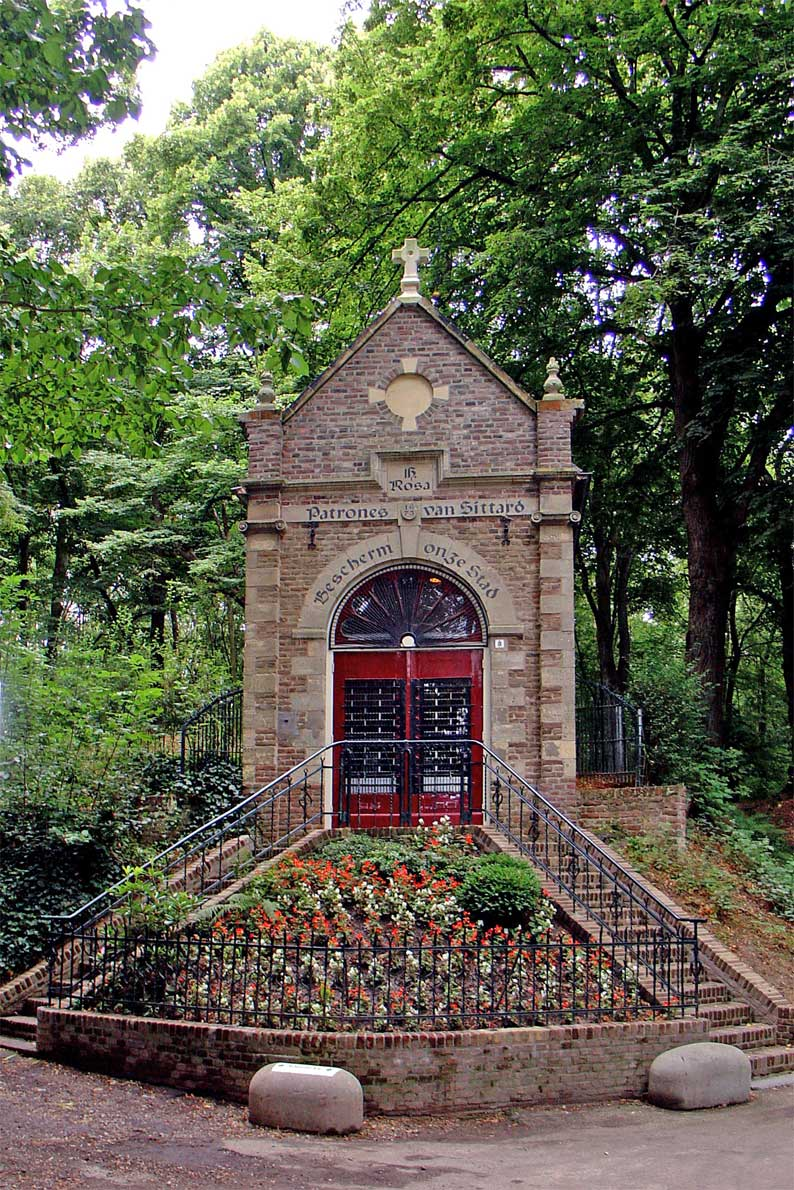
Capella de Santa Rosa de Lima, la patrona de Sittard